# انتشارات علمی و فرهنگی
انتشارات علمی و فرهنگی شرکتی است که در سال ۱۳۶۰ از تغییر نام بنگاه ترجمه و نشر کتاب تشکیل شده است، مؤسسه انتشارات فرانکلین نیز که در سال ۱۳۵۶ به «سازمان آموزشی نومرز» نام گرفته بود، ابتدا به «شرکت انتشارات و آموزش انقلاب اسلامی» تغییر نام داد و سپس در سال ۱۳۷۲ در شرکت انتشارات علمی و فرهنگی ادغام شد.
سه شرکت تابعه آن، شرکت فرهنگ فیلم، شرکت بازرگانی کتاب گستر و شرکت چاپ و نشر کتیبه می‌باشد.

## تاریخچه شرکت
هیئت وزیران در جلسه مورخ ۲۱ مرداد ماه سال ۱۳۶۳ بنا به پیشنهاد شماره .۱۹۹۱۱، مورخ ۶ مرداد ۱۳۶۳ وزارت فرهنگ و آموزش عالی و به استناد قانون تبدیل مرکز انتشارات علمی و فرهنگی از صورت «مرکز وابسته» به «شرکت دولتی وابسته» اساسنامه شرکت مزبور را که با همکاری وزارت امور اقتصادی و دارائی تدوین گردیده بود، تصویب کرد. این شرکت وابسته به وزارت فرهنگ و آموزش عالی و مرکز اصلی آن در تهران است. مسعود کوثری، متولد ۱۳۴۳، دکترای علوم ارتباطات دانشگاه تهران، تا دی ماه سال ۹۸ مدیرعامل انتشارات بود و از تاریخ فوق، خانم رضایی با حکم مدیرعامل سازمان تأمین اجتماعی به مدیرعاملی انتشارات علمی و فرهنگی منصوب شدند.
پس از نادره رضایی در بهمن ماه سال ۱۴۰۰ با حکم موسوی مدیرعامل وقت سازمان تامین اجتماعی محمد حسنی به مدیر عاملی این نشر منصوب شد. 
بخشی از سهام انتشارات علمی و فرهنگی به عنوان یکی از بزرگترین بنگاه‌های خصوصی نشر، در سازمان خصوصی‌سازی از سوی صندوق سرمایه‌گذاری سازمان تأمین اجتماعی خریداری شد. ۵۱ درصد سهام این انتشارات توسط سازمان تأمین اجتماعی و ۴۹ درصد سهام متعلق به وزارت علوم است. سهام خریداری شده توسط تأمین اجتماعی بیش از ۲۶ میلیارد تومان بود.
در اوایل تابستان سال ۱۳۹۵، همزمان با انتشار خبرهایی مبنی بر خرید کامل سهام مؤسسه انتشارات علمی و فرهنگی ازسوی سازمان تأمین اجتماعی، اخباری مبنی بر تغییر سه عضو از پنج عضو هیئت مدیره این بنگاه بزرگ نشر نیز به گوش رسید.

## چهار عنوان کتاب برگزیده
در جلسه شورای بررسی متون و کتب علوم انسانی وابسته به پژوهشگاه علوم انسانی و مطالعات فرهنگی که اعضای آن استادان دانشگاه، محقق و مؤلف متون و کتب علوم انسانی و مترجم متون درسی رشته‌های مربوط هستند، چهار عنوان کتاب این انتشارات، برگزیده دانشگاهی اعلام شد.
- کتاب‌های برگزیده:
- تاریخ جنگ‌های صلیبی نوشته استیون رانسیمان و ترجمه منوچهر کاشف
- تاریخ ایران در قرون نخستین اسلامی (۲جلدی) تألیف برتولد اشپولر، ترجمه عبدالجواد فلاطوری و مریم می‌راحمدی
- کلیات زیباشناسی نوشته بندتوکروچه با ترجمه فؤاد روحانی
- سنت و نوآوری در شعر معاصر نوشته قیصر امین‌پور

عنوان کتب برگزیده دانشگاهی را گرفتند.